# Pertek
Pertek ist eine Stadt in der Provinz Tunceli in der Türkei und gleichzeitig Verwaltungssitz (İlçe Merkez) des gleichnamigen Landkreises (Ilçe). Dieser liegt im Süden der Provinz an der Grenze zur Provinz Elazığ, wobei der Keban-Stausee eine natürlich Grenze bildet. Der Kreis Pertek zählt über 11.000 Einwohner mit abnehmender Tendenz. Die reichliche Hälfte (2020: 56,37 %) der Kreisbevölkerung lebt in der Stadt Pertek. Laut Stadtsiegel wurde Pertek 1885 zur Belediye (Gemeinde) erhoben.
Der Landkreis wechselte 1936 von der Provinz Elaziğ in die neu gegründete Provinz Tunceli. 1927 ergab die erste Volkszählung der Türkischen Republik 13.946 Einwohner in 128 Ortschaften, acht Jahre später wurden in 85 Dörfern 16.522 Einwohner gezählt.
Der Landkreis besteht Ende 2020 neben der Kreisstadt aus 45 Dörfern (Köy) mit einer Gesamtbevölkerung von 4.828 Einwohnern. Im Schnitt wohnen damit in jedem Dorf 107 Menschen, die meisten davon in Pınarlar (Pertek) (360 Einw.). Bekannte Dörfer im Kreis sind noch Akdemir (202) und Demirsaban (83 Einw.). 18 Dörfer haben mehr Einwohner als der Durchschnitt, neun weniger als 50 Einwohner. Mit 12,9 liegt die Bevölkerungsdichte über dem Durchschnitt der Provinz (11,0 Einw. je km²).
Zazaisch und Kurmandschi sind die häufigsten Sprachen des Landkreises.
Die Altstadt von Pertek ist im Keban-Stausee versunken. Die Festung Pertek – der Namensgeber – ragt auf einer Insel inmitten des Stausees hervor. Die neue Stadt Pertek liegt etwa vier Kilometer vom Ufer des Stausees entfernt. Von hier gibt es eine Fährschiffverbindung nach Elazığ.
Der Name Pertek leitet sich vom armenischen Wort für Festung Pert/Pertag ab und bedeutet „Kleine Festung“. Nach Evliya Çelebi leitet sich der Name der Festung von einer Statue eines Kaiseradlers ab, der auf Mongolisch Pertenek hieß. Die Statue stand auf der Spitze der Festung.

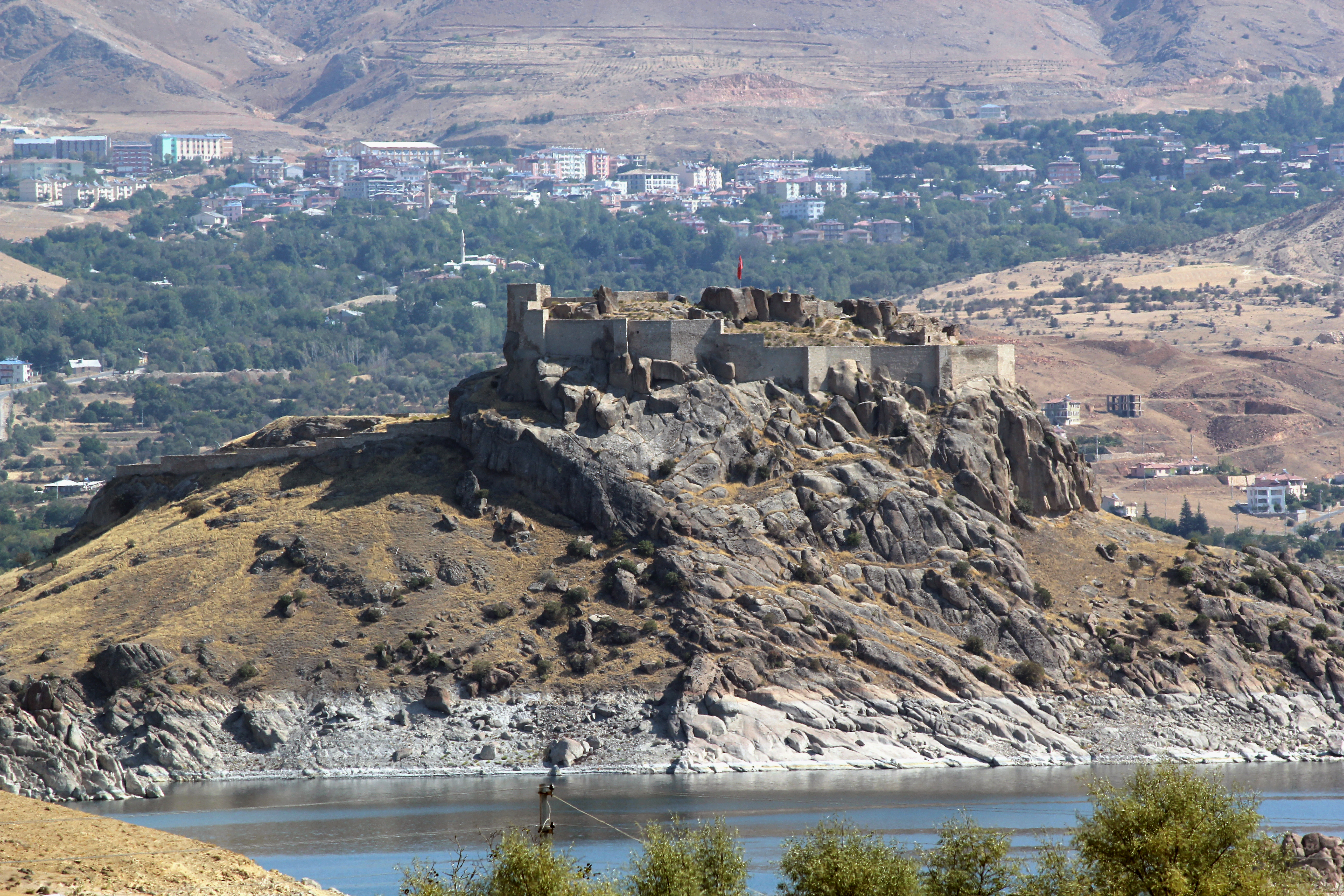
Burg Pertek, im Hintergrund der neue Ort
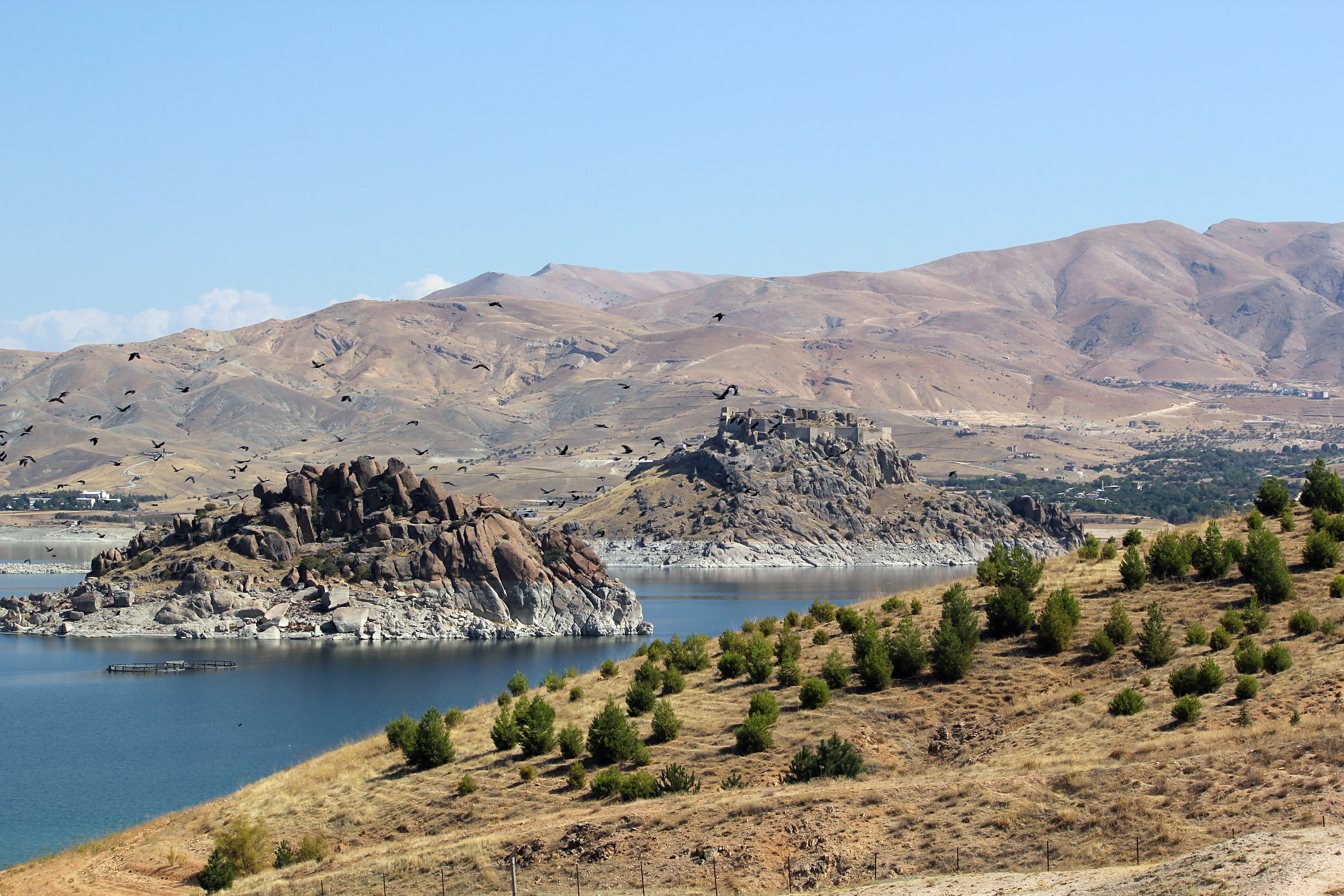
Burg Pertek im Keban-Stausee
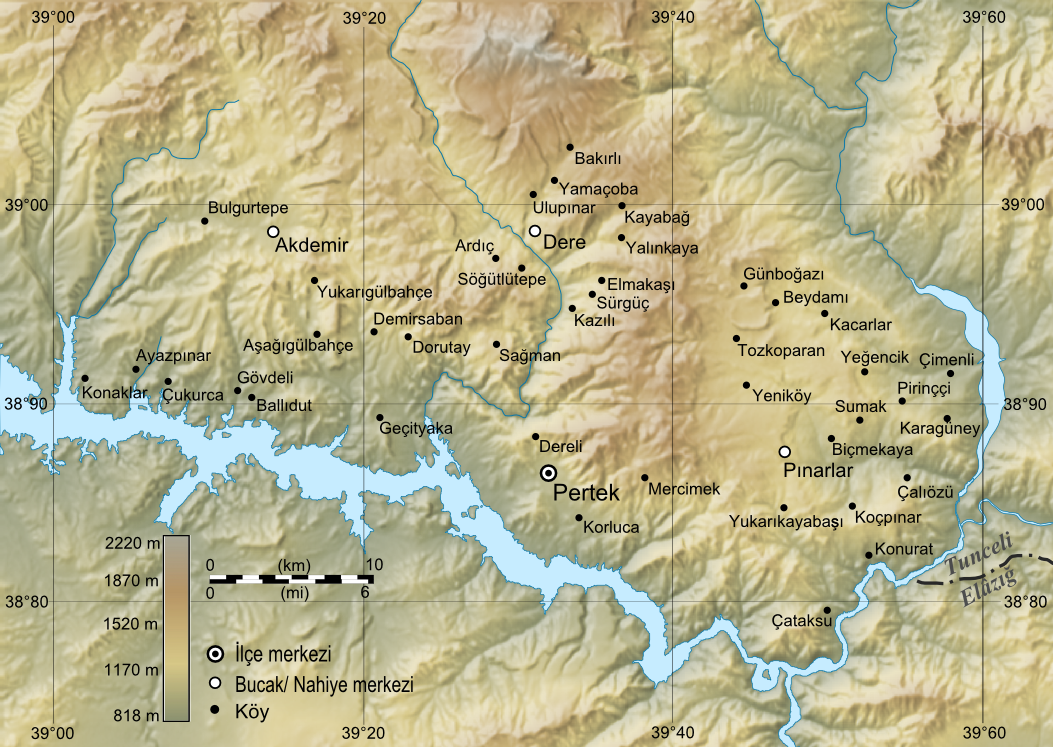
Pertek und Umgebung